# Izsófalva
Izsófalva (ehemals Disznóshorvát) ist eine ungarische Großgemeinde im Kreis Kazincbarcika im Komitat Borsod-Abaúj-Zemplén.

## Geografische Lage
Izsófalva liegt in Nordungarn, 25 Kilometer nordwestlich des Komitatssitzes Miskolc und 6,5 Kilometer nordöstlichg der Kreisstadt Kazincbarcika, an dem Fluss Ormos-patak.
Nachbargemeinden sind Ormosbánya, Rudolftelep Kurityán und Szuhakálló.

## Geschichte
Im Jahr 1913 gab es in der damaligen Kleingemeinde Disznóshorvát 297 Häuser und 1979 Einwohner auf einer Fläche von 3636 Katastraljochen. Sie gehörte zu dieser Zeit zum Bezirk Edelény im Komitat Borsod. Der Ort trug bis 1950 den Namen Disznóshorvát und wurde dann umbenannt nach dem Bildhauer Miklós Izsó, der dort geboren wurde.

## Sehenswürdigkeiten
- Heldendenkmal (Hősi emlékmű), erschaffen 1922 von Sándor Somogyi
- Gábor-Egressy-Büste (Egressy Gábor mellszobra), erschaffen 1862 von Miklós Izsó
- Miklós-Izsó-Büste (Izsó Miklós mellszobra), erschaffen 1968 von Gábor Szabó
- Miklós-Izsó-Gedächtnishaus (Izsó Miklós Emlékház)
- Reformierte Kirche, erbaut 1864–1879
- Römisch-katholische Kapelle Lourdes-i Szűzanya, erbaut 1958–1960
- Weltkriegsdenkmal (Világháborús emlékmű)

## Verkehr
Durch Izsófalva verläuft die Landstraße Nr. 2609. Der Personenverkehr auf der Eisenbahnstrecke von Kazincbarcika nach Rudabánya wurde im Jahr 2007 aufgegeben, sodass Reisende den Autobus bis zum nächstgelegenen Bahnhof in Kazincbarcika nutzen müssen.